# Argiocnemis rubescens
Argiocnemis rubescens е вид водно конче от семейство Coenagrionidae. Видът не е застрашен от изчезване.

## Разпространение
Разпространен е в Австралия (Западна Австралия, Куинсланд, Нов Южен Уелс и Северна територия), Бангладеш, Бруней, Виетнам, Индия (Андамански острови, Аруначал Прадеш, Асам, Западна Бенгалия и Мегхалая), Индонезия (Калимантан, Малки Зондски острови, Папуа, Сулавеси, Суматра и Ява), Лаос, Малайзия (Западна Малайзия, Сабах и Саравак), Мианмар, Сингапур, Тайланд и Филипини.